# 西喬丹 (猶他州)
西喬丹 （West Jordan, Utah）是美國猶他州鹽湖縣的一個城市，位於鹽湖谷西南部、喬丹河西岸。面積80.0平方公里，2006年人口100,280人，是該州第四大城市。
1849年開埠，1941年1月10日設市。

## 姐妹城市
- 俄羅斯沃特金斯克